# كاترزاينا هيرمان
كاترزاينا هيرمان (بالبولندية: Katarzyna Herman)‏ هي ممثلة بولندية، ولدت في 13 أغسطس 1971 في بولندا.

## الأعمال

### أفلام
| السنة | العنوان                   | الدور                 |
| ----- | ------------------------- | --------------------- |
| 2015  | ليور                      | ميليتشانتكا بوروتشنيك |
| 2025  | الأخت غير الشقيقة القبيحة | مدام فانجا            |

## روابط خارجية
- كاترزاينا هيرمان على موقع IMDb (الإنجليزية)
- كاترزاينا هيرمان على موقع قاعدة بيانات الفيلم (الإنجليزية)